# Casalduni
Casalduni es un municipio italiano situado en la provincia de Benevento, en Campania. Tiene una población estimada, a fines de noviembre de 2023, de 1179 habitantes.

## Demografía
| Gráfica de evolución demográfica de Casalduni entre 1861 y 2023 |
|                                                                 |
| Fuente: ISTAT - Elaboración gráfica de Wikipedia                |